# MG 30
MG-30 (нем. Maschinengewehr 30) — австрийско-швейцарский ручной пулемёт, применявшийся некоторыми армиями стран Оси во время Второй мировой войны.

## История создания
В 1929 году немецкий концерн Рейнметалл (нем. Rheinmetall-Borsig) для того, чтобы обойти ограничения Версальского договора, приобрёл небольшую швейцарскую оружейную фирму Солотурн (нем. Waffenfabrik Solothurn AG), и уже в том же году на свет появился опытный ручной пулемёт S2-100, также известный как MG 29. Этот пулемёт, сконструированный немцем Луисом Штанге (нем. Louis Stange) отличался достаточно простой и технологичной конструкцией, ориентированной на использование стандартных на то время металлообрабатывающих станков общего назначения (преимущественно токарных).
Кроме того, он имел достаточно удачную компоновку с «линейным» расположением приклада и боковым магазином, позже использованную Штанге для своей автоматической винтовки FG-42. После небольших доработок в следующем году этот пулемёт, получивший ранее заводской индекс S2-200, был принят на вооружение австрийской армией под обозначением MG 30, а затем, в 1931 году, он же был принят на вооружение в Венгрии как 31М (в авиации 34AM). В обоих случаях этот пулемёт использовал новые на тот момент патроны 8×56R. Большая часть компонентов для новых пулемётов выпускалась по контракту в Австрии, на заводах Steyr-Mannlicher, а в Швейцарии осуществлялась лишь окончательная сборка и проверка оружия.

## Конструкция
Ручной пулемёт MG-30 был классическим образцом автоматического оружия с воздушным охлаждением быстросъёмных стволов. Автоматика пулемёта использовала отдачу ствола при его коротком ходе. Замыкание ствола осуществлялось поворотной муфтой с прерывистой резьбой, смонтированной на казённой части ствола, которая во время вращения сцепляла ствол с затвором, имевшим соответствующую резьбу в головной части. Стрельба велась с открытого затвора. Питание патронами осуществлялось из приставного слева коробчатого магазина на 30 патронов, выброс стреляных гильз — вправо. Пулемёт допускал ведение автоматического и одиночного огня, выбор режима огня — нажатием на нижний или верхний сегменты спускового крючка соответственно.
Результатом дальнейшего развития MG-30 стал германский пулемёт MG-15.

## Операторы
- Австрия
- Венгрия
- Германия
- Болгария